# Sabirni centar (1989.)
Sabirni centar  (sr. Сабирни центар) srpski je film iz 1989. godine. Film je režirao Dušan Kovačević, koji je napisao i scenarij zajedno s Goranom Markovićem po njegovoj istoimenoj knjizi.

## Radnja
Stari arheolog pronalazi rimsku nadgrobnu ploču za kojom je tragao čitavog života. Ona pokriva prolaz s "ovog" na "onaj" svijet. Pri pokušaju da je pomakne profesor doživljava srčani udar i ubrzo umire. Ali, mrtav samo za okolinu, on se u stvari nalazi u nekoj vrsti stanja "između života i smrti". Kako je i živ i mrtav u isto vrijeme, uspostavlja vezu između živih i mrtvih, pa mrtvi, vođeni željom da vide svoje rođake, kreću prolazom koji je profesor otkrio ispod rimske nadgrobne ploče, u susret svojim voljenim na "ovom" svijetu. Ali, svijet živih nije onakav kakvim su ga zamišljali.

## Uloge
- Rade Marković - Profesor Miša
- Bogdan Diklić - Petar
- Dragan Nikolić - Janko
- Olivera Marković - Angelina
- Danilo Stojković - Simeun
- Aleksandar Berček - Ivan
- Radmila Živković - Lepa
- Mirjana Karanović - Jelena Katić
- Dušan Kostovski - Marko
- Anica Dobra - Milica
- Branko Pleša - Doktor Katić
- Goran Daničić - Keser
- Kole Angelovski - Mačak

## Nagrade
Na Pulskom festivalu 1989. film je dobio Veliku zlatnu arenu za najbolji film, najbolji scenarij (Dušan Kovačević) i najbolju sporednu žensku ulogu (Radmila Živković).

## Vanjske poveznice
- Sabirni centar u internetskoj bazi filmova IMDb-a